# Eje Comercial de Lérida
El Eje Comercial de Lérida (en catalán, Eix Comercial de Lleida), también llamado la Calle Mayor, es una zona de más de 3,5 km de superficie comercial, con más de 450 establecimientos, peatonal y compuesta por varias calles en la localidad española de Lérida, que es uno de los ejes comerciales más largos de Europa.

## Las Calles
Las calles que forman el Eje Comercial de Lérida son la calle Mayor, la calle de San Antonio, la plaza de La Paeria, la plaza de San Francisco, la plaza de San Juan, la plaza de la Sal y a la altura de la diputación se ramifica en forma de i griega hacia la izquierda, calle Magdalena y calle Pi i Margall, y hacia la derecha, calle del Carmen y calle Cardenal Remolins.

## Tiendas
En esta zona se pueden encontrar múltiples franquicias de multinacionales de moda, como por ejemplo Bershka, Zara, Pull and Bear, Yellow shop, H&M, Duni.
Alrededor de este eje comercial también hay cafeterías y panaderías.

## Iglesias

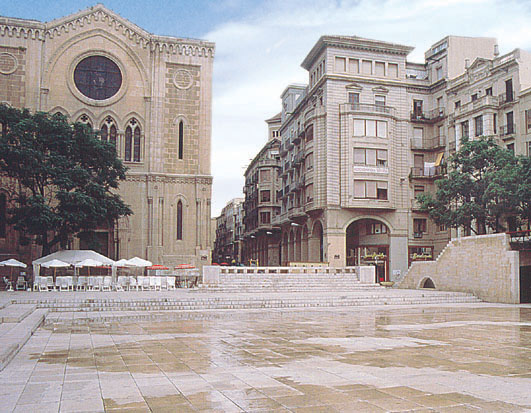
Iglesia de San Juan.

En el Eje Comercial se pueden encontrar varias iglesias, está la iglesia de San Juan, la iglesia de San Pedro, la Catedral Nueva de Lérida y la iglesia de la Sangre. En la calle Caballeros está el Oratorio de la Virgen de los Dolores.

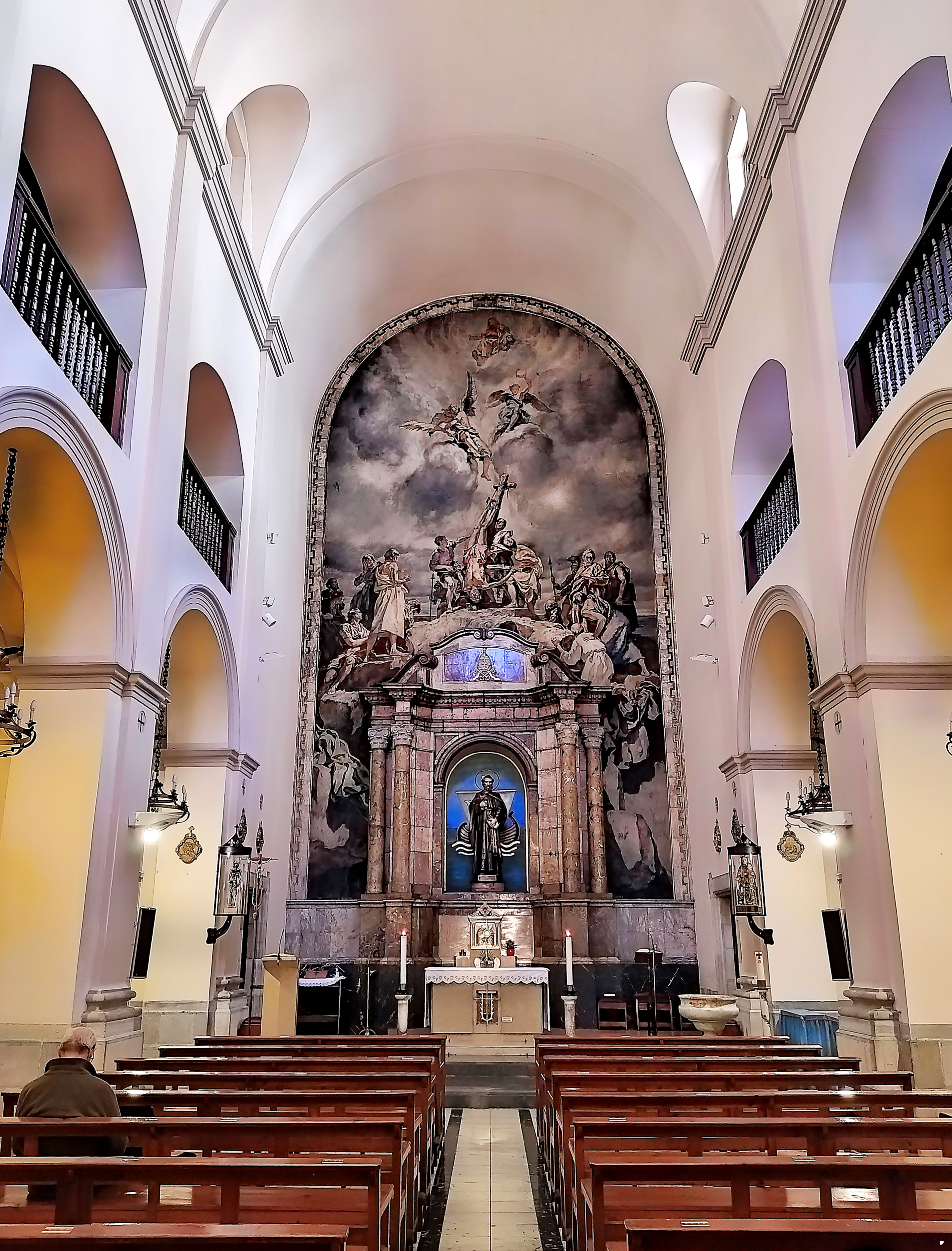
Iglesia de San Pedro,

## Monumentos

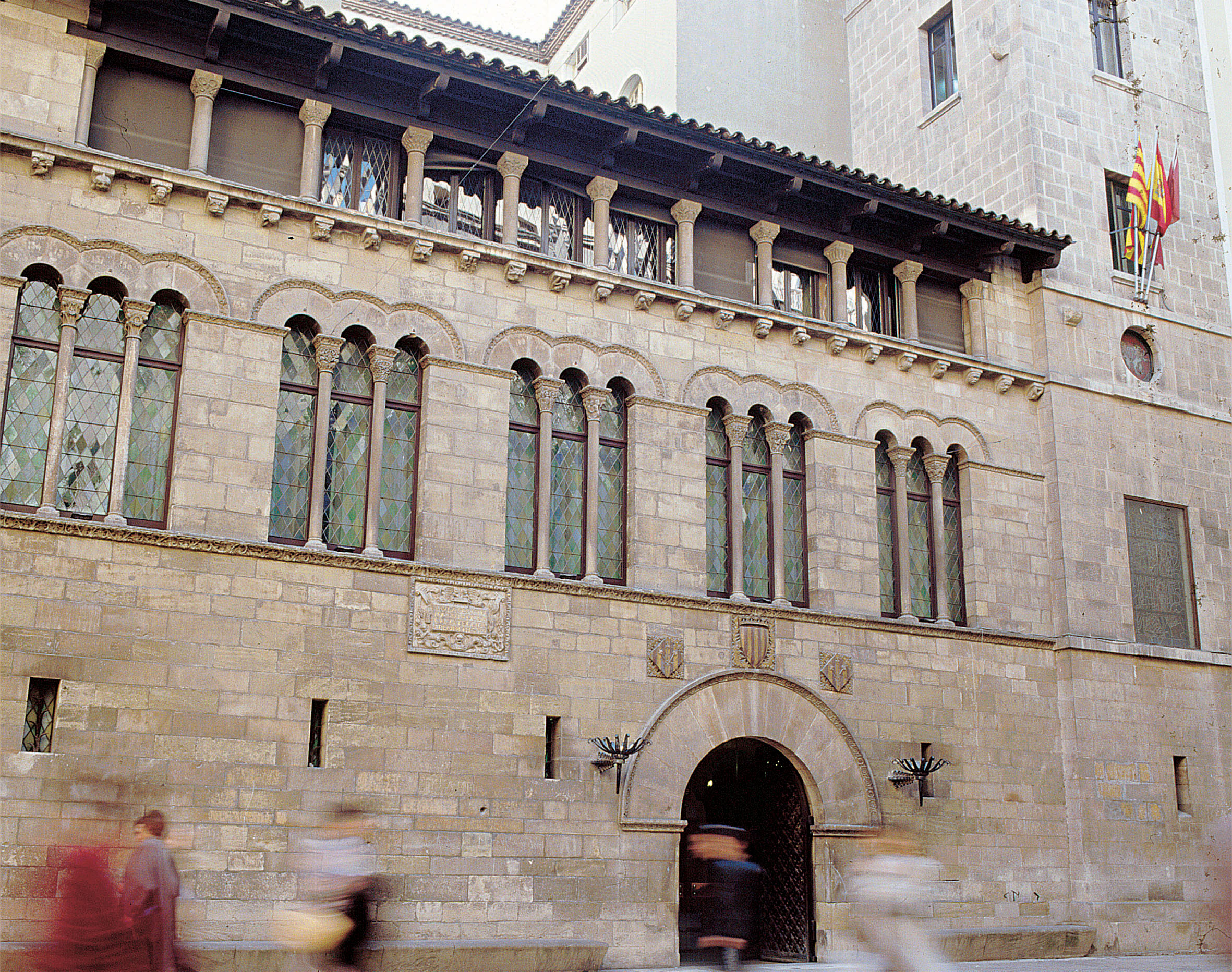
La Paeria.

Se puede encontrar el Antiguo Hospital de Santa María (sede del Instituto de Estudios Ilerdenses), varios inmuebles modernistas, la estatua de Indíbil y Mandonio, el Arco del Puente, por la plaza de San Juan y por la calle Caballeros se puede ir a la Seo Vieja y en la plaza de La Paeria está el Ayuntamiento de Lérida.

## Eventos Culturales
El 5 de octubre de 2006, la cantante Malú rodó el videoclip de su primer sencillo "Sí Estoy Loca" de su séptimo disco "Desafío" en la Avenida Blondel, en el edificio de Montepío.
El 10 de abril de 2007, la cantante Lorena Gómez rodó el videoclip de su primer sencillo "Sin Medida" de su primer disco "Lorena" en el Teatro Principal, que está en la plaza de La Paeria.